# Springfontein
Springfontein ist ein Ort in der südafrikanischen Provinz Freistaat. Er liegt in der Lokalgemeinde Kopanong im Distrikt Xhariep und ist ein wichtiger Verkehrsknoten.

## Geographie
Springfontein ist ein ländlicher Ort. Er liegt an der Nationalstraße N1. 2011 hatte er 1177 Einwohner. Das östlich gelegene Township Maphodi hatte 2522 Einwohner. Bloemfontein liegt rund 150 Kilometer nördlich.

## Geschichte
Anfang der 1890er Jahre entstand auf der Farm Springfontein (deutsch etwa: „Springende Quelle“, also Artesischer Brunnen) ein Bahnhof der neu errichteten Strecke von Johannesburg nach Kapstadt. Außerdem entstand dort eine Missionsstation der Berliner Missionsgesellschaft. Im Zweiten Burenkrieg befand sich auf dem Gelände der Farm Springfontein ein britisches Konzentrationslager, in dem 704 burische Frauen und Kinder ums Leben kamen. Die Britin Emily Hobhouse besuchte das Lager und setzte sich daraufhin für die Gefangenen ein. Außerdem gab es dort je ein deutsches und ein britisches Feldlazarett. Der Ort Springfontein wurde 1904 auf der Farm Hartleydale gegründet, einem Teil der Farm Springfontein. 1912 erhielt die Siedlung Gemeindestatus.

## Wirtschaft und Verkehr
Haupteinnahmequelle ist die Landwirtschaft, vor allem die Schaf- und Rinderzucht und der Anbau von Mais.
Springfontein ist ein Verkehrsknoten. Die N1, die unter anderem Johannesburg und Kapstadt verbindet, führt in einem Bogen östlich um Springfontein herum. Die R717 führt von Norden her parallel zur N1 nach Springfontein, die R715 führt südostwärts nach Bethulie.
Der Bahnhof Springfontein befindet sich zwischen dem Kernort und Maphodi an der Bahnstrecke Bloemfontein–Kapstadt, die annähernd parallel zur N1 verläuft. In Springfontein zweigt die Strecke nach East London ab. Die genannten Strecken werden im Güter- und Personenverkehr bedient. Eine weitere, im Güterverkehr bediente Bahnstrecke führt nordwestwärts nach Koffiefontein.